# باتريك كروفورد
باتريك كروفورد (بالإنجليزية: Patrick Crawford)‏ هو طبيب عسكري بريطاني، ولد في 11 أكتوبر 1933 في لندن في المملكة المتحدة، وتوفي في 21 فبراير 2009 في Haslemere ‏ في المملكة المتحدة.